# William Demarest
William Demarest, född 27 februari 1892 i St. Paul, Minnesota, död 27 december 1983 i Palm Springs, Kalifornien, var en amerikansk skådespelare. Demarest medverkade främst som birollsaktör i över 160 filmer och TV-serier. I USA blev han särskilt känd för rollen som "Farbror Charley" i TV-serien My Three Sons där han medverkade i över 200 avsnitt.

## Filmografi i urval
- 1936 – Den store Ziegfeld
- 1936 – Charlie Chan på operan
- 1937 – Pappa har en väninna
- 1937 – I storstaden
- 1939 – Mr Smith i Washington
- 1940 – Jul i juli
- 1940 – Skojare gör karriär
- 1941 – Kvinnan Eva
- 1941 – Hemliga Higgins
- 1941 – Med tio cents på fickan
- 1941 – Gangsterrazzia
- 1942 – Dårarnas paradis
- 1944 – Miraklet
- 1944 – Ja, må han leva!
- 1944 – I storstadens djungel
- 1946 – Al Jolson
- 1947 – Sensationernas kvinna
- 1948 – Kom och blås!
- 1948 – Livat på vischan
- 1949 – Sången är mitt liv
- 1950 – Broadway Bill
- 1953 – Vi simmar tillsammans
- 1953 – Grabben med chokla' i
- 1955 – Frisco Bay
- 1955 – Jupiters älskling
- 1963 – En ding, ding, ding, ding värld
- 1964 – Viva Las Vegas